# Бочачер, Марк Наумович
Марк Наумович Бочачер (1896, Бричево, Сорокский уезд, Бессарабская губерния — 4 марта 1939, Москва) — советский литературовед, литературный критик, редактор.

## Биография
Принимал участие в революционном движении в Бессарабии. В 1921 году вошёл в состав подпольного Временного Бессарабского парткома РКП(б). Позже бежал в СССР.
Выпускник Института красной профессуры. До 1931 года был научным сотрудником секции литературно-публицистических жанров Государственного института журналистики. В 1931—1933 годах — директор научно-исследовательского института языкознания (НИИЯЗ) при народном комиссариате просвещения СССР с момента его образования и главный редактор журнала «Революция и язык». В НИИЯЗ ключевую роль играли молодые лингвисты-марксисты группы «Языкофронт», оппоненты «Нового учения о языке» Н. Я. Марра. В ходе проработок под руководством Бочачера из института были уволены слависты А. М. Селищев, Н. М. Каринский, С. Б. Бернштейн. Вскоре после кампании травли против «Языкофронта», развёрнутой марристами, институт был закрыт.
После закрытия НИИ языкознания — ответственный редактор журнала «Советская Арктика». Был членом редколлегии журнала «Красная Бессарабия».
Автор критических работ по современной советской литературе, один из авторов многотомной «Литературной энциклопедии». Один из основоположников теории журналистских жанров в СССР. Составитель собрания сочинений Н. Г. Гарина-Михайловского в трёх томах (1936).
Арестован 22 марта 1938 года, приговорён к расстрелу 25 сентября того же года; впоследствии проходил также по другому делу, расстрелян 4 марта 1939 года. Прах писателя захоронен в Общей могиле № 1 Донского кладбища.

## Семья
- Жена — Фаина Мироновна Пятакова-Бочачер (урождённая Фаня Мееровна Раппапорт, во втором браке Пятакова; 1902, Богуслав — 11 декабря 1937, расстреляна), директор Ростовского педагогического института (1935—1937); в заключении родила дочь Мери Ивановну Пятакову (1937—2014).
  - Сын — Феликс Маркович Бочачер (род. 1928), автор нескольких приборов для управляемого биосинтеза (культивирования водорослей и микроорганизмов), изобретатель.[6]

## Книги
- Молдавия. Москва—Ленинград: Госиздат, 1926.
- Газетное хозяйство: опыт пособия по газетно-издательскому делу. Москва—Ленинград: Госиздат, 1929.
- Живая природа и мёртвые люди. Москва: Художественная литература, 1932.
- 1917 год в Москве: хроника революции (сборник, общая редакция). Москва: Московский рабочий, 1934.